# Zygmunt Krasiński
Zygmunt Krasiński, nome completo Conte Napoleone Stanisław Adam Ludwig Zygmunt (Parigi, 19 febbraio 1812 – Parigi, 23 febbraio 1859), è stato un poeta e scrittore polacco di famiglia nobile, uno dei trzej wieszcze (i Tre Bardi), ovvero uno dei tre letterati polacchi maggiori del Romanticismo con Adam Mickiewicz e Juliusz Słowacki.

## Biografia e pensiero
Figlio del conte e generale Wincenty Krasiński, nacque a Parigi, in Francia, ma studiò a Varsavia, in Polonia, e a Ginevra, dove conobbe il grande Mickiewicz. Da giovane lesse e apprezzò la Divina Commedia di Dante (a cui si ispirò per la stesura de "La non-divina commedia"), le poesie esoteriche di William Blake e i romanzi degli autori gotici come l'inglese Horace Walpole.
La sua opera più conosciuta è il poema Agaj-Han - Powieść historyczna, scritto a Ginevra tra il 1832 e il 1833 e pubblicato con lo pseudonimo di A.K. nel 1834. Poema di genere storico, indubbiamente influenzato dai romanzi di un altro illustri scrittore inglese, Walter Scott, motivo ricorrente è la morte. Nell'individuare le matrici di questa narrazione, gli studiosi hanno trovato parti ambigue ed esoteriche, indubbiamente prova dell'influenza di Blake e di Dante.
Amante della filosofia, approfondì soprattutto gli studi sul messianismo, corrente religiosa fondamentalista ebraica legata ai valori rivoluzionari. Questi studi influenzarono profondamente il suo pensiero e la sua opera, come emerge nel dramma Nie-boska Komedia ("La non-divina Commedia"), dove l'aristocrazia - alla quale tra l'altro era legato - è logorata sino alla distruzione dal comunismo e dalla democrazia, dalla poetica del conflitto fra le classi, dall'ottusa tendenza a non rinnovarsi. Nel 1836 nel dramma Irydion traspare un profondo interesse verso l'etica cristiana.
Tra il 1844 e il 1848 scrisse i Salmi del futuro (Psalmy Przyszłości), opera sulla Carità cristiana. Sono questi gli anni in cui il suo fervore giovanile, fonte delle sue migliori composizioni, lascia il posto ad una moderata tendenza conservatrice.
Sua musa fu la contessa Delfina Potocka, che fu legata da amicizia anche al compositore Fryderyk Chopin; con la contessa egli ebbe una relazione dal 1838 al 1846. Per ella scrisse Sen Cezary (1840) e Przedświt (1843). I due rimasero comunque in buoni rapporti di amicizia anche quando, il 26 giugno 1843, Zygmunt sposò la contessa Eliza Branicka, quand'ella aveva ventitré anni e lui trentuno. Dal matrimonio nacquero quattro figli, Władysław, Zygmunt, Elżbieta e Marya. Eliza morì nel 1876, otto anni dopo la scomparsa del marito che morì a soli 47 anni nel 1859.
Motivo ricorrente nella sua opera è la condizione umana, mossa tra sofferenza e solitudine, pietà e miseria, liberazione e morte. Non è chiaro se fosse legato alla Massoneria.

### Elenco delle opere (titoli in Polacco)
- Powieści gotyckie
- Agaj-Han
- Irydion
- Nie-Boska komedia
- Przedświt
- Psalmy przyszłości
- Fantazja życia